# Dejavu (álbum de Kumi Koda)
Dejavu é o nono álbum de estúdio da cantora japonesa Kumi Koda, lançado no dia 2 de março de 2011. Primeiramente, o álbum só esteve disponível nas versões CD e CD+2DVD, sendo esta limitada. Quando a tiragem da edição limitada se esgotou, uma versão CD+DVD foi colocada a venda.
Teve como singles: Gossip Candy, um maxi-single de verão com cinco músicas, 好きで、好きで、好きで。/あなただけが e POP DIVA, single com tiragem limitada. Apesar de a regravação de walk, inclusa no segundo single, não ter entrado para o álbum, seu clipe foi incluído no DVD, juntamente com quatro novos vídeos: Bambi, Passing By, BE MY BABY e め組みのひと, sendo estas duas últimas músicas do seu cover album, lançado em outubro do ano anterior.[carece de fontes?]

## Desempenho comercial
O álbum alcançou o topo da Oricon Albums Chart, permanecendo na parada por vinte e quatro semanas.

## Faixas
| N.º | Título                                                | Letras                                                                | Música                                                                | Duração |  |
| 1.  | "Prologue to Dejavu"                                  | Kumi Koda                                                             | Lil' Showy                                                            | 1:14    |  |
| 2.  | "POP DIVA"                                            | Lil' Showy                                                            | Lil' Showy                                                            | 3:35    |  |
| 3.  | "Lollipop"                                            | Kumi Koda, Ian Curnow, Jane Vaughan, Julie Morrison                   | Kumi Koda, Ian Curnow, Jane Vaughan, Julie Morrison                   | 3:23    |  |
| 4.  | "Okay"                                                | Kumi Koda, HIRO                                                       | HIRO, Ice Mike, Noel "Detail" Fisher                                  | 4:04    |  |
| 5.  | "逢いたくて (Aitakute)"                               | Kumi Koda, Noritaka Izumi                                             | Noritaka Izumi                                                        | 4:33    |  |
| 6.  | "Passing By"                                          | Kumi Koda, B. Howard, J. Forster, T. Wilds                            | B. Howard, Ice Mike                                                   | 4:46    |  |
| 7.  | "AT THE WEEKEND"                                      | Kumi Koda, Nathan Duvall, Hiten Bharadia, Allan Eshuijs               | Nathan Duvall, Hiten Bharadia, Allan Eshuijs                          | 3:12    |  |
| 8.  | "Interlude to Dejavu"                                 | Koda Kumi, Lil' Showy                                                 | Lil' Showy                                                            | 0:59    |  |
| 9.  | "Melting"                                             | Kumi Koda                                                             | Daisuke Mori                                                          | 4:24    |  |
| 10. | "Hey baby!"                                           | Kumi Koda                                                             | Shinjiro Inoue                                                        | 2:35    |  |
| 11. | "ちょい足しLife (Choi Tashi Life)"                    | Koda Kumi                                                             | Hideya Nakazaki, Ice Mike                                             | 3:46    |  |
| 12. | "あなただけが (Anata dake ga)"                        | Kumi Koda                                                             | Markie, SiZK                                                          | 5:13    |  |
| 13. | "好きで､好きで､好きで｡ (Suki de, suki de, suki de .)" | Kumi Koda                                                             |                                                                       | 5:01    |  |
| 14. | "Bambi"                                               | Kumi Koda, Miriam Nervo, Olivia Nervo, Anders Bagge, Andreas Carlsson | Kumi Koda, Miriam Nervo, Olivia Nervo, Anders Bagge, Andreas Carlsson | 3:05    |  |
| 15. | "I Don't Love You !??"                                | Kumi Koda                                                             | FAST LANE                                                             | 3:32    |  |